# Death Magnetic
Death Magnetic es el noveno álbum de estudio de la banda estadounidense de thrash metal Metallica, que salió a la venta el 12 de septiembre de 2008. Es el primer álbum de estudio de la banda con el bajista Robert Trujillo, puesto que el anterior álbum, St. Anger, contó en el bajo con el exproductor de la banda, Bob Rock, también es el primer trabajo de Metallica en ser producido por Rick Rubin. Death Magnetic es el primer álbum de estudio del grupo en el que todos los miembros han contribuido en la composición de todas las canciones. Con este último disco se convierten en la primera banda que 5 de sus discos debutan en el #1 en la lista de los primeros 200 de Billboard. Gracias al número uno que alcanzó Death Magnetic, Metallica desempata con The Beatles, U2 y Dave Matthews Band, grupos que también tuvieron cuatro discos consecutivos en la primera posición y se convierte así en la única en conseguirlo. El grupo estuvo promocionando el álbum desde mayo de 2008 en su página web oficial. Para este disco se empleó el logo original de la banda, desechando el logo más modernizado de anteriores trabajos que se venía usando desde 1995. Dicho álbum cuenta con un EP llamado Beyond Magnetic, el que posee cuatro canciones que fueron descartadas previamente del disco.
Todas las canciones del disco fueron escritas y compuestas por James Hetfield, Kirk Hammett, Robert Trujillo y Lars Ulrich, a diferencia de como hicieron con los álbumes Master of Puppets, Metallica y ...And Justice for All. Según algunas informaciones del MetClub, Metallica grabó la fase final de las voces, guitarra rítmica y acabados de las canciones para mediados de enero de 2008, el álbum hasta ahora ha vendido más de 6 millones de copias a nivel mundial.
El guitarrista Kirk Hammett (antes guitarrista y formador de la banda Exodus) afirmó que Lars Ulrich grabó las baterías en los Estudios Sound City y comentó que el sonido era legendario, tal y como las baterías del álbum Master of Puppets. También planearon volver a sus raíces e introducir un tema instrumental al estilo de «(Anesthesia) Pulling Teeth», «The Call of Ktulu», «Orion» y «To Live Is to Die». La canción instrumental fue «Suicide & Redemption».

## Lista de canciones
| N.º   | Título                                | Duración |  |
| 1.    | «That Was Just Your Life»             | 7:10     |  |
| 2.    | «The End of the Line»                 | 7:51     |  |
| 3.    | «Broken, Beat & Scarred»              | 6:25     |  |
| 4.    | «The Day That Never Comes»            | 7:55     |  |
| 5.    | «All Nightmare Long»                  | 8:01     |  |
| 6.    | «Cyanide»                             | 6:41     |  |
| 7.    | «The Unforgiven III»                  | 7:47     |  |
| 8.    | «The Judas Kiss»                      | 8:01     |  |
| 9.    | «Suicide & Redemption» (Instrumental) | 10:02    |  |
| 10.   | «My Apocalypse»                       | 5:01     |  |
| 75:00 |                                       |          |  |

## Controversia por piratería en Internet
Con un tema que ya desde la época de Napster los ha perseguido, el álbum Death Magnetic fue subido a la red gracias a un fallo de distribución que lanzó el disco en algunas tiendas de Francia, las cuales vendieron algunas copias el día 2 de septiembre, 10 días antes del lanzamiento oficial a nivel mundial, con lo cual algunos usuarios rippearon el álbum esparciendo la noticia casi de inmediato entre los miles de seguidores. Esto provocó un gran revuelo, aunque no impidió que se vendieran millones de copias diez días después, con la salida oficial del disco.

## Créditos
- James Hetfield: Voz, guitarra rítmica, primer solo de guitarra (pista 9), piano (pista 7).
- Kirk Hammett: Guitarra líder.
- Robert Trujillo: Bajo eléctrico y coros.
- Lars Ulrich: Batería.

## Certificaciones
| País           | Organismo certificador | Certificación | Ventas certificadas |
| -------------- | ---------------------- | ------------- | ------------------- |
| Alemania       | BVMI                   | 5× Oro        | 500 000             |
| Argentina      | CAPIF                  | Platino       | 40 000              |
| Australia      | ARIA                   | 2× Platino    | 140 000             |
| Bélgica        | BEA                    | Platino       | 30 000              |
| Brasil         | Pro-Música Brasil      | Oro           | 30 000              |
| Canadá         | Music Canada           | 4× Platino    | 320 000             |
| Dinamarca      | IFPI Dinamarca         | 2× Platino    | 60 000              |
| España         | PROMUSICAE             | Oro           | 40 000              |
| Estados Unidos | RIAA                   | 2× Platino    | 2 000 000           |
| Finlandia      | Musiikkituottajat      | 3× Platino    | 79 415              |
| Francia        | SNEP                   | Oro           | 75 000              |
| Grecia         | IFPI Greece            | Platino       | 15 000              |
| Hungría        | MAHASZ                 | Platino       | 6 000               |
| Irlanda        | IRMA                   | Platino       | 15 000              |
| Japón          | RIAJ                   | Oro           | 100 000             |
| México         | AMPROFON               | Platino       | 80 000              |
| Nueva Zelanda  | RMNZ                   | Platino       | 15 000              |
| Polonia        | ZPAV                   | Diamante      | 100 000             |
| Portugal       | AFP                    | Platino       | 20 000              |
| Reino Unido    | BPI                    | Platino       | 300 000             |
| Rusia          | NFPF                   | 3× Platino    | 60 000              |
| Suecia         | GLF                    | 2× Platino    | 80 000              |
| Suiza          | IFPI Suiza             | Platino       | 30 000              |
| Turquía        | Mü-Yap                 | Oro           | 5 000               |
| Europa         | IFPI                   | Platino       | 1 000 000           |